# Palachův pylon
Palachův pylon je pomník Jana Palacha stojící u Nové budovy Národního muzea v Praze. Ocelový pylon měří bezmála 30 metrů. Navrhl ho architekt Karel Prager při projektování komplexu Federálního shromáždění v únoru 1968, po Palachově sebeupálení v lednu 1969 se jej rozhodl věnovat Palachově památce, přičemž z politických důvodů pravý účel pomníku utajil. To, že jde o pomník studenta Jana Palacha, který se na protest komunistickému režimu nedaleko dnešního pylonu upálil, bylo známo jen úzkému okruhu lidí například výtvarníků či disidentů, ale teprve v roce 2018 bylo oficiálně potvrzeno při zpětném procházení Pragerových nákresů.

## Historie

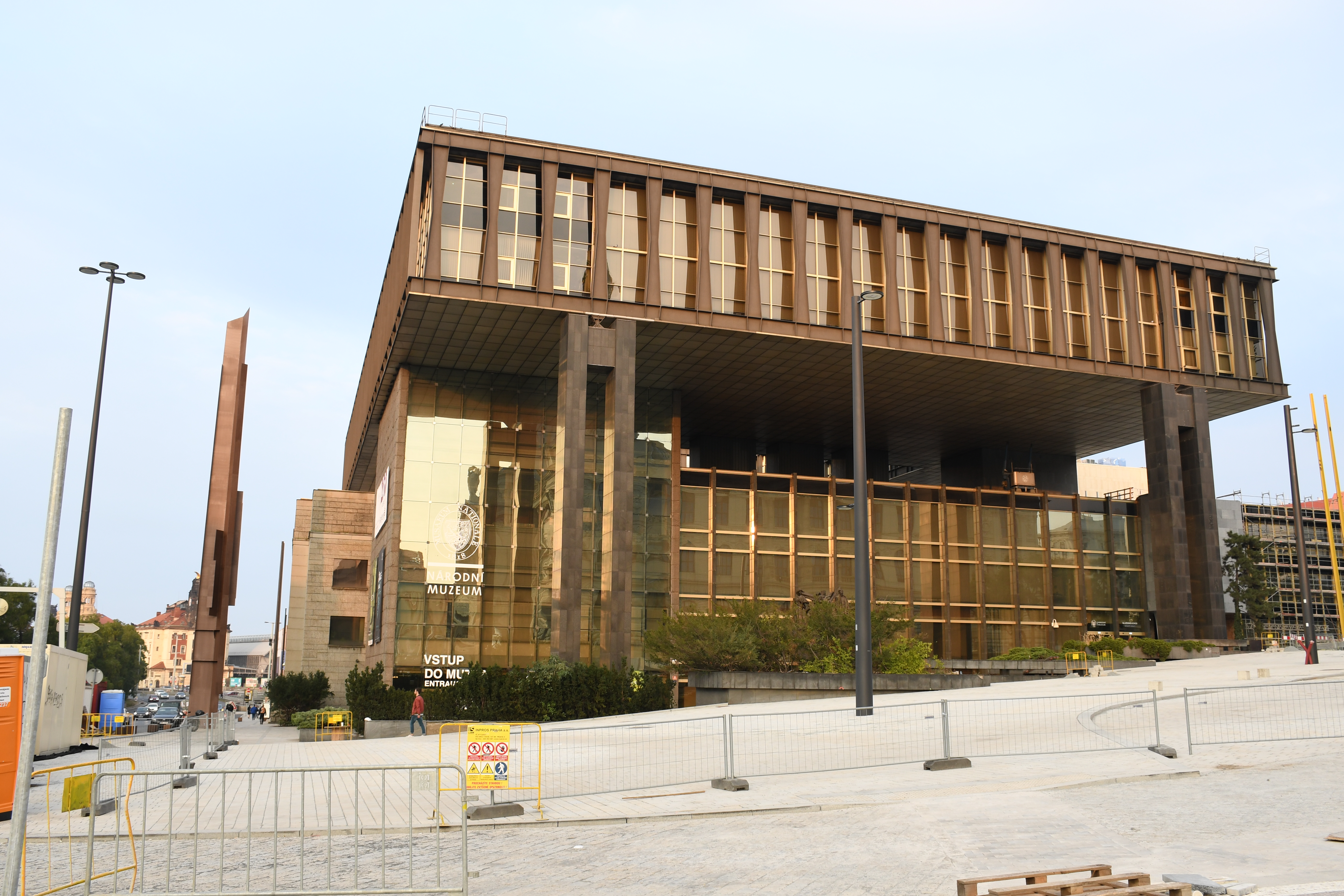
Muzejní oáza, budova býv. Federálního shromáždění, Palachův pylon nalevo, ještě bez plastiky Plamen (2018)

Karel Prager, jeho ateliér i česká společnost byli po smrti Jana Palacha šokováni. A tak se se svým architektonickým ateliérem rozhodl, že na situaci zareaguje touto realizací v 70. letech, která se vázala k výstavbě budovy Federálního shromáždění. O pravém věnování ale věděli jen lidé pracující kolem Pragera (kdyby se tajemství prozradilo, nemuselo by dojít k realizaci). Původně na pylonu měla být umístěna i žulová plastika sochaře Miloslava Chlupáče nazvaná Plamen. Název byl ale úředníkům podezřelý a tak plastiku zakázali vysekat.
V dobách komunistického režimu objekt sloužil jako poutač, na které visel státní znak ČSSR a byly zde vypsány dvě věty z ústavy ČSSR.
Účel pomníku objevil v roce 2018 sochař Antonín Kašpar, který sloup restauroval. Zmínka o „Palachovu pylonu“ byla v archivu v jedné z dokumentací. Instituce Národní muzeum se poté rozhodla, že pomník zrekonstruuje a dokončí ho. V září 2018 byl památník nově natřen a byly odstraněny nechtěné zásahy. Naplánovalo se i přidání původně zamýšlené plastiky Plamen, jejíž realizace měla vyjít na milion korun.
Nová, původně zamýšlená bronzová plastika byla na pylonu odhalena 17. listopadu 2020 dopoledne. Plastiku na základě tendru zhotovil Antonín Kašpar, celková cena byla 3,7 milionů korun.

## Popis
Ocelový pylon má 30 metrů na výšku, základy sahají 7 metrů do země. Pomník tmavé barvy se do výšky zužuje.